# Evolution (2025)
Evolution 2025 (также возможно упоминание как Evolution 2 или Evolution II) — второе в истории шоу линейки «Evolution». Это было эксклюзивно женское премиум-шоу американского рестлинг-промоушна WWE, которое запланировано к проведению 13 июля 2025 года на стадионе «Стэйт Фарм-арена» в городе Атланте (штат Джорджия, США). Мероприятие было показано по традиционной системе pay-per-view (PPV) по всему миру, а также на сервисе WWE Network, который в разных регионах мира доступен на разных площадках, в частности, в США шоу покажут на Peacock. В большинстве других стран шоу было показано на Netflix.
Это было первое эксклюзивно женское шоу рестлинга, которое покажут на площадках Peacock и Netflix.

## Организация

### Предыстория Evolution
В октябре 2018 года промоушн WWE организовал первое PPV, в карде которого были только женские матчи. Шоу назвали «Evolution», что было призвано обозначить эволюцию женского рестлинга от традиционных малозначимых и развлекательных матчей к серьезным и содержательным. Прежде в WWE использовали слово «Революция» для того, чтобы обозначить этот переход, но со временем было принято решение изменить слово, чтобы подчеркнуть плавный переход в своем подходе к женскому рестлингу. В Evolution участвовали рестлерши со всех шоу WWE — Raw, SmackDown, NXT и NXT UK. Публичных оценок шоу никто не давал, однако учитывая, что на долгие годы в WWE отказались от проведения эксклюзивных женских шоу, можно было сделать предположение, что его не посчитали удачным.
В течение нескольких лет после этого появлялись косвенные подтверждения того, что шоу провалилось и его возвращение не планировалось, хотя один из топ-менеджеров WWE Пол Левек высказывал более тактичную формулировку: проведение второго шоу было возможно, но не являлось принципиально важным.
Слухи о возможном проведении еще одного шоу Evolution вернулись весной 2025 года. 7 марта редакторы сайта Bodyslam сообщил, что организовать его могут 5 июля в Анкасвилле, штат Коннектикут. 12 мая редакторы сайта PWInsider сообщили, что шоу проведут неделей позже в Атланте, штат Джорджия. Вслед за этим последовало официальное объявление об организации второго шоу Evolution в воскресенье 13 июля. Редактор Wrestling Observer Дэйв Мельтцер утверждал, что изначально шоу действительно планировали провести 5 июля, но затем перенесли на неделю позже, чтобы навредить организацию шоу конкурирующего промоушна AEW All In Texas. По его сведениям, воскресенье было выбрано для организации шоу, чтобы исключить возможность переноса All In Texas на этот день.

### Предыстория шоу в Атланте
Evolution станет первым премиум-шоу основного ростера WWE в Атланте с осени 2024 года. С 2002 года в Атланте были организованы девять PPV/Премиум-шоу WWE, среди которых: WrestleMania XXVII в 2011 году, а также Royal Rumble 2002 и 2010, Armageddon (2004), Backlash (2007), Hell in a Cell (2012), Survivor Series (2015), Day 1 и Bad Blood (2024).
Атланта — город с одними из богатейших традиций в рестлинге. В нем проводились значимые шоу, работали значимые промоушны, отсюда родом известные рестлеры. Большая история рестлинга в Атланте началась в 1944 году, когда там был основан промоушн Georgia Championship Wrestling, который затем проработал вплоть до середины 80х, а ТВ-шоу организации собирали огромные аудитории и в залах, и у экранов в 70е и 80е. Субботние ТВ-шоу GCW на телеканале TBS позволили многим рестлерам получить популярность, и собирали самых больших звезд со всего континента.
В 1966 году в Атланте была открыта студия/концертный коплекс Center Stage, где вплоть до 2020х снимаются и проводятся шоу различных промоушнов. Именно там снимали ТВ-выпуски GCW, а позже и WCW. В 1972 году был открыт «Колизей Omni», в котором проводились крупные шоу GCW, а также NWA и позже WCW. Четырежды в Колизее организовывали шоу Starrcade — главное шоу в году для NWA, а позже для WCW. В 1997 году была открыта крупная крытая арена, поначалу называвшаяся «Филипс Арена», позже переименованная в «Стэйт Фарм Арену». На этой арене проводились многие ТВ-шоу WCW и WWE вплоть до 2020х годов. В 1992 году был открыт футбольный стадион «Джорджия Доум», где с 1998 по 2001 несколько раз проводили ТВ-шоу RAW и Nitro, а в 2011 году там была проведена WrestleMania XXVII.
В 90е Атланта стала домашним городом для промоушна World Championship Wrestling. Там снимались выпуски телевизионных шоу вплоть до конца жизни промоушна. В этом же городе находилась штаб-квартира организации — в здании CNN. В 2000е в Атланте работала подготовительная площадка WWE Deep South Wrestling.
В Атланте и пригородах родились многие известные рестлеры, например, Коди Роудс, Брон Брейккер. В этом городе или поблизости в силу удобного климата и прошлой работы в WCW проживают многие ветераны, например, Билл Голдберг, Братья Скотт Штайнер и Рик Штайнеры, Рон Симмонс, Арн Андерсон и многие другие.

### Организация и проведение шоу

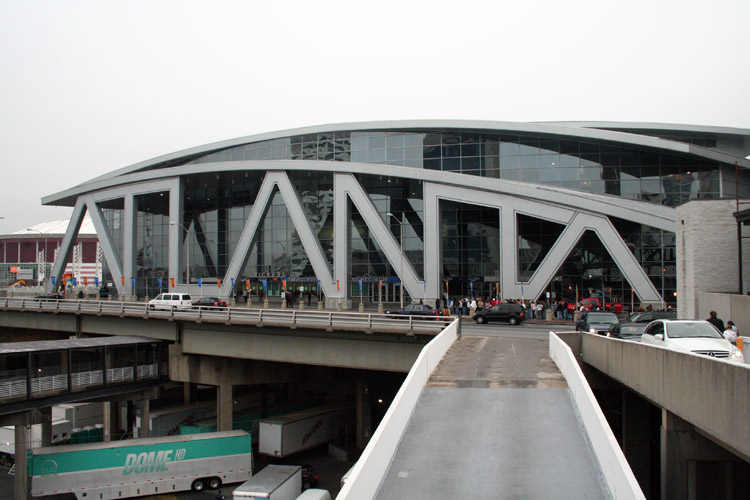
Шоу было проведено на «Стэйт Фарм-арена» в городе Атланта.

Официальный анонс шоу был сделан 24 мая 2025 года, когда на сайте и в соц.сетях WWE появилось сообщение о проведении второго шоу Evolution в воскресенье 13 июля в Атланте, штат Джорджия, на «Стэйт Фарм-арене».
В один уик-енд с Evolution в Атланте также прошли еще два топ-шоу WWE: Great American Bash и Saturday Night's Main Event XL. Оба этих шоу пройдут на день раньше, в субботу 12 июля. При этом Great American Bash было дневным шоу и начнется в 15:00 по местному времени.
Билеты на шоу поступили в продажу 28 мая. Продажи долгое время шли неудачно. За неделю до шоу были проданы лишь чуть более 4,8 тысяч билетов (из выпущенных в продажу 6652), возникли опасения, что Evolution соберет наименьшую аудиторию в зале с лета 2019 года. Опасения не оправдались, и к началу мало того, что были распроданы почти все билеты, так еще и открыты новые сектора.
1 июля директор WWE по контенту Пол Левек в соц.сетях опубликовал постер шоу, добавив, что шоу призвано чествовать первопроходцев и вдохновлять следующие поколения. На постере изображено большое количество действующих рестлерш WWE. Центральное место в первом ряду заняли Бьянка Белэйр и Бекки Линч, за неделю до шоу не имевшие к шоу никакого отношения.

## Показ шоу
Как и все остальные Премиум-шоу WWE Evolution было приоритетно показана на сервисе WWE Network, а также на других площадках, которые купили права на трансляцию эфиров этого сервиса в отдельных странах. В США шоу будет доступно на сервисе Peacock. Это был первый показ Evolution после того, как в течение трёх лет правами на приоритетный показ премиум-шоу WWE обладал сервис Peacock. В тех странах, где Netflix недоступен, а также там, где были ранее заключены эксклюзивные контракты на показ шоу WWE, показ был осуществляться в соответствии с условиями этих контрактов. В США и остальных странах Evolution покажут на Netflix. Например, Evolution в странах Африки (за исключением северной) было показана на Showmax, в Северной Африке и на Ближнем востоке — на MBC Group, на Филиппинах и в Индонезии — на Disney+, в Австралии — на Binge. Все это расширяет аудиторию показа, поскольку данные сервисы берут существенно меньшую абонентскую плату, чем напрямую WWE Network.
В России легальный просмотр Evolution был невозможен из-за того, что в 2022 году WWE Network был заблокирован на территории этой страны, доступ к Netflix был также заблокирован.

### Контракт WWE с Netflix
23 января 2024 года было объявлено о заключении долгосрочного партнёрства WWE и стримингового сервиса Netflix. По этому контракту с начала 2025го года шоу RAW, а также все премиум-шоу WWE можно было смотреть эксклюзивно на Netflix в ряде стран за пределами США. Также документ подразумевал, что со временем Netflix станет основной площадкой для трансляции шоу WWE и в тех странах, где существовали свои контракты на показ шоу — по мере завершения сроков действия этих контрактов. Таким образом Evolution стало первым шоу с таким названием, которое покажут на Netflix.

## Критика по поводу шоу
Анонс о проведении шоу вызвал противоречия в среде обозревателей и фанатов рестлинга. На тот же уик-енд еще за год до того было назначено PPV другого крупного американского промоушна AEW All In: Texas. Возникли предположения, что назначением своего женского шоу руководство WWE и директор по контенту Пол Левек устраивают контрпрограммирование того шоу.
Ранее в январе на субботу 12 июля - в день проведения All In - было назначено другое шоу WWE Saturday Night's Main Event. Не желая одновременного проведения шоу руководство AEW сдвинуло начало своего шоу на несколько часов раньше. В ответ руководство WWE назначило еще одно премиум-шоу WWE NXT The Great American Bash , которое было проведено подготовительным брендом WWE NXT.
Организацию шоу Evolution также критиковали за выбранную дату и место, учитывая, что в то же время и в том же городе был запланирован концерт Бейонсе, что должно было обречь шоу на провал. Также за кулисами WWE анонимно критиковали решение руководства не сообщать никому планы о проведении шоу вплоть до официального анонса. Букинг женского дивизиона WWE от директора по контенту Пола Левека в течение долгого времени также подвергали жесткой критике
Также жестко критиковалось решение сценаристов назначить два женских титульных матча на шоу одинаковым способом: и Ийо Скай, и Тиффани Стрэттон самостоятельно выбирали себе противниц, и для обеих это не было развитием текущих сюжетов, а обращением к прошлым событиям.

## Сюжеты и назначение матчей
Традиционно на шоу WWE рестлеры проводят матчи, развивающие сюжеты и истории. Наиболее частый вид матча — противостояние положительного («фейс») и отрицательного («хил») персонажей. Подготовка матча и раскрытие сути конфликта происходит на телевизионных шоу — в случае основного ростера WWE это Raw и SmackDown.
Концепт шоу состоит в том, что на нём проводятся эксклюзивно женские шоу.
Первый матч на Evolution был заявлен 10 июня на ТВ-шоу NXT. 27 мая на шоу NXT Джейси Джейн выиграла Женское чемпионство NXT, победив Стефани Вакер. После того, как было официально анонсировано шоу Evolution, 10 июня на ТВ-шоу NXT было сделано объявление о том, что Джейн на нём будет защищать свой титул. Для того, чтобы определить претендентку, был назначен турнир для восьми участниц, которые на ТВ-шоу NXT 17 июня провели четыре матча 1 раунда, а затем 24 июня на ТВ-шоу NXT состоялся четырёхсторонний финал, в котором Джординн Грейс победила Иззи Дэйм, Джейду Паркер и Лэш Ледженд. Также было объявлено, что победительница матча на Evolution на шоу TNA Slammiversary проведёт матч против Женской чемпионки TNA Маши Слэмович, в котором на кону будут оба чемпионских титула.
3 марта на RAW Скай победила Рипли и выиграла у неё это чемпионство. На WrestleMania 41 поначалу был назначен матч Ийо Скай против Бьянки Билэйр, выигравшей на Elimination Chamber право на бой за это Чемпионство, однако позже Рипли добилась того, чтобы быть добавленной в этот матч, что было утверждено на RAW 7 апреля. В результате Скай на WrestleMania смогла защитить титул и остаться чемпионкой. После этого Рипли обозначила свою дружбу со Скай, но обещала вернуться к ней с титульным матчем позже. В течение последующих двух месяцев (с середины мая до середины июля) Скай не выходила на ринг вообще, а Рипли занималась разборками с участницами группировки «Судный день». Она не смогла выиграть контракт «Деньги в банке» на премиум-шоу Money in the Bank, но затем победила Ракель Родригес на Night of Champions. 30 июня на первом RAW после этого шоу Ийо Скай рассказала, что генеральный менеджер красного бренда Эдам Пирс разрешил ей выбрать оппонентку для боя на Evolution. Скай сообщила, что она выбрала именно Рипли, и их матч был утвержден.
30 июня на ТВ-шоу RAW генеральные менеджеры обоих брендов WWE Адам Пирс и Ник Алдис сделали совместное объявление, что на премиум-шоу Evolution состоится батл-роял для участниц всех брендов WWE. Победительница этого матча получит право на титульный матч за чемпионство по своему выбору на Премиум-шоу Clash in Paris, которое пройдет в конце августа в Париже (Франция). На RAW 7 июля среди других участниц, заявленных в матч, оказалась и бывшая неоднократная женская чемпионка Никки Белла. Она вернулась в WWE за несколько недель до того и вступила в конфронтацию с Лив Морган. Ожидалось, что у рестлерш будет матч, возможно, командный с привлечением сестры Никки Бри, однако травма Морган поставила на этих возможных планах крест. Также на том же шоу подтвердили участие Айви Найл, Стефани Вакер, Натальи Нейдхарт и Максин Дюпри. На шоу NXT 8 июля в батл-роял были заявлены Джейда Паркер, Лола Вайс, Келани Джордан, Лэш Ледженд, Иззи Дэйм и Тэйтум Паксли. На SmackDown 11 июля показали постер этого матча, согласно которому в матч также были также заявлены Мия Йим, Би-Фаб, Кэндис Лерэй, Пайпер Нивен, Альба Файр, Зелина Вега, Джулия, Челси Грин и Ная Джекс.
Женским командным чемпионством в течение почти 4 месяцев (но с перерывом на один день) владели Лив Морган и Ракель Родригес. За это время рестлерши провели лишь две титульные защиты (в одной из которых проиграли титулы, хоть и вернули их уже на следующий день, а третья была на шоу NXT - причем все три этих матча состоялись в течение трех дней подряд). 16 июня на RAW Лив Морган получила тяжелую травму плеча, по поводу которой ей потребовалась операция. Когда стало ясно, что Морган не вернется на ринг в течение нескольких месяцев, сценаристы приняли решение на объявлять титулы вакантными, а произвести замену. Так Морган в качестве одной из чемпионок подменила Роксанна Перес, которая за несколько предшествующих недель пыталась втереться в доверие другим участникам группировки "Судный день". На RAW 30 июня данную идею генеральному менеджеру Адаму Пирсу подсказал Финн Балор, и тот согласился, поставив условие, что Родригес и Перес будут защищать титулы на Evolution в 4-стороннем матче, где их оппонентками станут три команды с трех разных брендов WWE: Raw, SmackDown и NXT. 4 июля на SmackDown в этот матч квалифицировались Шарлотт Флэр и Алекса Блисс, выигравшие 4-сторонний матч претенденток. Обе рестлерши вернулись к выступлениям в мае, пропустив по несколько недель, а Блисс при этом пропустила и WrestleMania 41. В течение июня они несколько раз приходили друг другу на помощь, и изначальная вражда со временем превратилась в доверие, и первый же совместный матч оказался успешным. На RAW 7 июля участницами матча от красного бренда были назначены воссоединившиеся в команде японские рестлерши Аска и Каири Сэйн. На том шоу у Сэйн был матч против Роксанны Перес, по ходу которого Ракель Родригес пыталась вмешаться и напасть на Каири. Это не помешало Сэйн победить, а во время послематчевой конфронтации ей на помощь пришла Аска. Позже Адам Пирс утвердил их участие в Evolution. На том же Raw было объявлено, что команду из NXT на Evolution будут представлять Сол Рука и Зария.
Сюжет для еще одного матча начался 22 ноября 2024 года на Smackdown, когда выяснилось, что некто напал на одну из командных чемпионок WWE Джейд Каргилл на парковке арены, где проходило шоу. По итогам этого нападения у Каргилл диагностировали многочисленные сюжетные травмы, которые отправили ее на продолжительный больничный. За время отсутствия Каргилл ее место в составе командных чемпионок заняла Наоми, которая вместе с другой командной чемпионкой Бьянкой Билэйр подозревала в нападении Лив Морган и Ракель Родригес, которых видели рядом с местом нападения. В итоге 24 февраля 2025 года на RAW у этих команд состоялся матч на RAW, в котором Морган и Родригес одержали победу и стали новыми командными чемпионками. Наоми также квалифицировалась в Клетку Уничтожения на шоу Elimination Chamber, где прямо перед началом матча в зале неожиданно появилась Джейд Каргилл. Она напала на Наоми, и в результате ее атак Наоми не смогла принять участие в матче. На последующем SmackDown Наоми призналась, что именно она напала на Каргилл, и выразила сожаление, что не сделала этого раньше. После нескольких конфронтаций на Smackdown 4 апреля рестлершам был назначен матч на WrestleMania 41, в котором победу одержала Каргилл. Несмотря на это противостояние продолжилось, а в течение нескольких недель после этого Наоми выиграла кейс «Деньги в Банке» на премиум-шоу Money in the Bank, а Джейд Каргилл выиграла турнир «Королева Ринга» на следующем шоу Night of Champions, таким образом обе рестлерши получили по гарантированной возможности провести матч за Женское чемпионство WWE. 4 июля на SmackDown Наоми в очередной раз напала на Каргилл за кулисами, ударив ее кейсом. В ответ генеральный менеджер Ник Алдис назначил им на Evolution матч без правил. Позднее, на Saturday Night's Main Event XL, Наоми снова атаковала Каргилл за день до их матча. Ник Алдис объявил, что специальным рефери на их завтрашнем матче станет Бьянка Белэйр, которая была в команде с двумя рестлершами.
Женским чемпионством WWE с января 2025 года владела Тиффани Стрэттон, выигравшая титул у Наи Джекс на первом SmackDown 2025 года после реализации кейса «Деньги в банке». Трижды после этого Стрэттон защищала титул от Джекс в матчах-реваншах, а на шоу Elimination Chamber рестлерши провели командный матч, в котором Джекс помогала Кэндис Лерэй, а Стрэттон вызвалась помочь легендарная канадская рестлерша Триш Стратус. На WrestleMania Стрэттон защитила Чемпионство от Шарлотт Флэр, которая ранее выиграла Королевскую Битву. Противостояние с Шарлотт выдалось неудачным из-за жесткой реакции зрителей на Шарлотт и непрофессиональным выходом обеих рестлерш за рамки сценария. В июне кейс «Деньги в банке» с возможностью провести матч за любой женский титул в WWE выиграла Наоми, а месяцем позже титул «Королевы ринга» с гарантированным правом на матч за Женское чемпионство WWE выиграла Джейд Каргилл. Их матч был назначен на шоу SummerSlam, которое должно было пройти в августе. 4 июля в эфире SmackDown (шоу было записано 30 июня) Стрэттон вышла прокомментировать будущее противостояние с Каргилл и уточнила, что так же как и Ийо Скай получила возможность выбрать себе противницу на шоу Evolution. В результате Стрэттон вызвала на матч Триш Стратус, которая согласилась на матч, и этот поединок был утвержден.
Обозреватели рестлинга и фанаты жестко раскритиковали подобное решение сценаристов назначить два женских титульных матча на шоу: обе чемпионки выбирали себе противниц, и для обеих это не было развитием текущих сюжетов, а обращением к прошлым событиям.
На WrestleMania 41 матч за Командное чемпионство должна была провести Бэйли, на которую за день до матча было совершено анонимное нападение. Вместо нее напарницей интерконтинентальной чемпионки Лайры Валькирии стала вернувшаяся Бекки Линч. Они сразу выиграли титулы, однако проиграли их в первой же защите на RAW 21 апреля. После проигрыша Линча разозлилась и напала на Валькирию, также выдав, что это именно она напала на Бэйли. На Backlash был назначен титульный матч, в котором Валькирия смогла защитить титул от Линч, однако на Money in the Bank назначили еще один матч, и на этот раз сильнее оказалась Линч, ставшая новой интерконтинентальной чемпионкой. Через две недели после этого на шоу вернулась Бэйли, которая пропустила около двух месяцев выступлений. Она напала на Линч и обозначила свои претензии на Чемпионство. 23 июня у них состоялся титульный матч, в который вмешалась Лайра, что привело к тому, что Линч сохранила титул из-за дисквалификации. 30 июня на RAW состоялся матч Бэйли и Лайры, в котором они должны были определить претендентку на титул, но матч завершился обоюдным удержанием. В понедельник 7 июля незадолго до начала шоу RAW был назначен трехсторонний матч за Интерконтинентальное чемпионство. Бекки Линч будет защищать титул от Бэйли и Лайры Валькирии.

## Ход шоу
В первом матче шоу Бекки Линч сохранила Интерконтинентальное чемпионство, воспользовавшись тем, что Бэйли и Лайра Валькирия увлеклись противостоянием друг с другом.
Во втором матче Джейси Джейн защитила Чемпионство NXT от Джординн Грейс после того, как ту предала Блэйк Монро.
В третьем матче Ракель Родригес и Роксанна Перес защитили Командное чемпионство. По ходу матча Заря случайно атаковала «гарпуном» Сол Руку. Прием был нацелен на Алексу Блисс, но ту спасла напарница Шарлотт Флэр, утащив из-под удара. В концовке Родригес выбросила Перес за ринг на нескольких участниц матча, а сама удержала Руку после Техана-бомбы.
В четвертом матче Джейд Каргилл победила Наоми в матче без правил. Для победы она провела удержание после коронного «Джейдед», проведенного с канатов. В матче были использованы ступеньки, палки кендо, цепь и даже мусорный бак.
В пятом матче Стефани Вакер выиграла батл-роял, заработав право на титульный матч, который пройдет 31 августа на шоу Clash in Paris. Последней из матча она элиминировала рестлершу NXT Лэш Ледженд.
Решающий матч между Реей Рипли и Ийо Скай завершился вмешательством Наоми, которая реализовала свой контракт «Деньги в банке». В результате она одержала победу и выиграла Чемпионство Мира.

## Результаты шоу
| №                               | Результаты | Условия                                                                                                   | Время |
| ------------------------------- | --- | --- | ----- |
| 1                               | Бекки Линч (ч) победила Бэйли и Лайру Валькирию                                                                | матч за Женское интерконтинентальное чемпионство                                                          | 16:30 |
| 2                               | Джэси Джейн (ч) победила Джординн Грейс                                                                        | матч за Чемпионство NXT среди женщин                                                                      | 10:30 |
| 3                               | Ракель Родригес и Роксана Перес (ч) победили Шарлотт Флэр и Алеску Блисс, Аску и Каири Сэйн и Сол Руку и Зарию | четырехсторонний матч за Командное чемпионство WWE среди женщин                                           | 10:50 |
| 4                               | Тиффани Стрэттон (ч) побдила Триш Стратус                                                                      | Матч за Чемпионство WWE среди женщин                                                                      | 8:30  |
| 5                               | Джейд Каргилл победила Наоми                                                                                   | матч без правил Бьянка Белэйр будет специальным рефери в матче                                            | 11:10 |
| 6                               | Стефани Вакер победила в королевской битве                                                                     | Королевская битва за титульный матч на Clash in Paris                                                     | 15:30 |
| 7                               | Наоми победила Рею Рипли и Ийо Скай (ч)                                                                        | Матч за Женское Мировое чемпионство Наоми обналичила контракт Money in the Bank и матч стал трёхсторонним | 26:20 |
| - (ч) – чемпион на начало матча | | |       |

## Внешние ссылки
- Официальная страница Evolution на WWE.com
- Evolution на Netflix
- Evolution на VSplanet.net